# Двоголовий м'яз стегна
Двоголовий м'яз стегна (т. biceps femoris) довгий і потужний, має дві головки - довгу і коротку.
Початок:
- - довга головка (caput longum) починається товстим коротким сухожилком від верхньоприсеред- иьої поверхні сідничого горба і крижово-горбової зв'язки. Ця головка прямує зверху вниз і вбік поруч з півсухожилковим м'язом. На межі між середньою і нижньою третинами стегна довга головка двоголового м'яза відокремлюється від півсухожилкового м'яза і з'єднується з короткою головкою.
- - коротка головка (caput breve) починається від бічної губи шорсткої лінії і верхньої частини бічного надвиростка стегнової кістки, а також від бічної міжм'язової перегородки стегна.

Прикріплення: обидві головки з'єднуються на межі між середньою і нижньою частинами стегнової кістки, переходять у загальний сухожилок, що прикріплюється до головки малогомілкової кістки і до зовнішньої поверхні бічного виростка великогомілкової кістки. Частина волокон цього сухожилка вплітається у фасцію гомілки.
Між сухожилком двоголового м'яза стегна і обхідною малогомілковою зв'язкою є нижня підсухожилкова сумка двоголового м'яза стегна (bursa subtendinea musculi bicipitis femoris inferior). Верхня сумка двоголового м'яза стегна (bursa musculi bicipitis femoris superior) розташована між початком довгої головки цього м'яза і сідничим горбом.
Функція: розгинає і приводить стегно в кульшовому суглобі, згинає гомілку в колінному суглобі, обертає назовні зігнуту в колінному суглобі гомілку.
Кровопостачання: присередня огинальна артерія стегна і пронизні артерії - гілки глибокої стегнової артерії.
Іннервація: великогомілковий нерв - довга головка (S1-S2), загальний малогомілковий нерв - коротка головка (L4-S1).